# Normes parasismiques
 (novembre 2010).
Pour un article plus général, voir Construction parasismique.
Les normes parasismiques ou normes antisismiques, désignent, suivant les pays, l'ensemble des règles de construction parasismique ayant pour but la protection des populations contre les risques liés aux effets des séismes sur les bâtiments.

## Historique
En  France, les premiers textes visant à prévenir les dégâts liés aux séismes ont été publiés en 1955. Ils ont depuis subi de fréquentes modifications au gré de l'évolution des connaissances concernant le comportement des bâtiments lors des séismes. Dans l'ordre chronologique furent successivement publiées :
- en 1955, à la suite du séisme d'Orléanville de 1954 en Algérie alors française, les recommandations antisismiques dites « recommandations AS 55 »  avec une portée locale;
- en 1971, des règles sortent sous la forme de document technique unifié (DTU) : les règles « PS 69 » ;
- en 1982, à la suite du séisme d'El Asnam en Algérie en 1980, les règles PS 69 sont complétées et prennent le nom de « PS 69/82 » ;
- en 1995, les règles PS 92 remplacent les règles PS 69/82 ;
- simultanément, des règles simplifiées, dites « règles PS-MI 89/92 » sont publiées avec pour objet la construction des maisons individuelles ou assimilées ;
- en 2010, une nouvelle réglementation parasismique française est éditée, fondée sur les règles européennes Eurocode 8 (EC8) dont la philosophie est la protection des personnes et la limitation des dommages aux constructions.

## Règles dites «PS 92»
Jusqu'en 2010, avec dérogation pour une application jusqu'en 2012 (repoussée ensuite au 1er janvier 2014), les normes parasismiques sont définies par la loi française du 22 juillet 1987 et le Décret n°91-461 du 14 mai 1991 ; auquel il faut rajouter un arrêté du 10 mai 1993.
Seules les constructions récentes, 1982 pour les bâtiments publics et 1994 pour les habitations individuelles, sont soumises à cette réglementation.
Ces normes reposent sur des principes architecturaux qui tiennent compte de la fragilisation des ouvrages qui découlent de l'ébranlement du sol causé par un séisme.
Elles posent les bases de la construction parasismique :
- étude préalable des sols (géologie, saturation en fluides, etc.) ;
- construction régulière des bâtiments (toute irrégularité en plan ou en élévation introduit des zones de faiblesse potentielle) ;
- dispositions constructives visant à conférer un caractère ductile aux matériaux utilisés ;
- qualité de la construction (un cahier des charges précis est mis en place) ;
- renforcement des bâtiments anciens (création de joints d'amortissement... ) ;
- développement de parades antisismique présente dans les bâtiments antisismique